# Lujo Matutinović
Lujo Alviž Matutinović (Krf, 15. listopada 1765. – Split, 1. kolovoza 1844.) bio je visoki časnik mletačke, francuske i austrijske vojske, pomorac i pisac, rođen je na Krfu u dalmatinskoj vojničkoj obitelji. Otac Antonio bio poručnik pukovnije oltramarina, stacionirane na Krfu.

## Rani život
Kako je od ranih nogu pokazivao sklonost k pomorstvu, već kao osmogodišnji dječak upućen je u Pomorsku akademiju u Veneciji. Kao kadet u mletačkoj mornarici plovi morima i upoznaje život pomoraca. 
Potom prelazi na trgovačku fregatu Cavaliere Angelo, kojom je zapovijedao kapetan Budinić s Lošinja. Njome je oplovio čitavu Ameriku. Zbog slabih novčanih primanja mijenja karijeru i pristupa u vojsku.

## Vojna karijera
Svoju vojnu karijeru počinje kao kadet u dalmatinskoj pukovniji Bua, (Reggimento Oltramarino Bua). Godine 1778. odlazi u Veneciju, gdje je uspješno završava vojnu školu. Dobiva čin zastavnika (alfier) u pukovniji Crnica (Reggimento Oltramarino Cernizza).
Godine 1783. pod zapovjedništvom admirala Ema sudjeluje u pohodu na sjeveroafričke gusare u Tunisu, gdje stječe čin kapetana zbog hrabrosti. Nakon smrti admirala Ema na Malti 1791., vraća se u Veneciju, odakle ubrzo, zajedno s cijelom pukovnijom, Crnica odlazi na Krf. 
Godine 1793. nakon iskazane hrabrosti u borbi s berberskim gusarima kod Kartage, dobiva čin bojnika (sargente maggiore). Pred sam kraj Republike unaprijeđen je u potpukovnika (tenente colonnello) i postaje dozapovjednik pukovnije Crnica. 
Do finalnog obračuna između mletačke i francuske vojske ne dolazi, a dalmatinski vojnici se vraćaju u domovinu. Nakon što su pukovnijske zastave položili ispod oltara u Zadarskoj katedrali, časnici korpusa oltramarina polažu prisegu caru Franji II., među njima i Lujo. 
Godine 1800. u Veneciji novoosnovani dalmatinski bataljuni, u austrijskoj službi, se bune protiv njemačkih časnika. Lujo završava u zatvoru,  no ubrzo je pušten. Godine 1805. ratuje protiv Francuza na talijanskom bojištu pod nadvojvodom Karlom. 
Nakon predaje habsburške vojske kod Austerlitza 1805. godine, car Franjo II. morao je ustupiti Napoleonu Istru, Dalmaciju i Boku kotorsku. Napoleon daruje svim časnicima i vojnicima s ovih prostora amnestiju u zamjenu za službu u francuskoj vojsci. Godine 1806. Lujo postaje zapovjednik francuske 1. dalmatinske bojne (Premier bataillon Dalmate). Uz to, francuska vojska mu priznaje čin potpukovnika, školuje se u Parizu, te drži poziciju Marmontova veleposlanika u Zadru. 
Godine 1807. ratuje na Pruskom bojištu, bori se u bitkama kod Eylaua, Dantziga, Kolberga, Rugena, Stralsunda, Stargarda i Neugardena. Godine 1808. vraća u Split zbog zbrinjavanja stričeve djece. 
Kada je Napoleon ponovno zaratio protiv Austrije 1809., zatekao se u opsjednutom Zadru. Poslije istjerivanja Austrijanaca neko vrijeme zapovijeda gradskom posadom. Sljedeće godine poslan je u Mletke, a potom u Milano, gdje je obnašao manje vojničke dužnosti. Posjetio je i Paris i tom se prigodom susreo s Napoleonom.
Uspostavom Ilirskih provincija i osnivanjem Kraljevske dalmatinske pukovnije postaje jedan od njezinih zapovjednih časnika. S dalmatinskom pukovnijom 1812. sudjeluje u pohodu na Rusiju, 4. rujna imenovan kao gros major te postaje zapovjednikom dvaju bataljuna 1. ilirske (hrvatske) pukovnije. 
Godine 1814. imenovan zapovjednikom glavnog stožera francuske 3. divizije, i promaknut u čin maréchal de camp (general bojnik). Početkom 1815. zarobljen u Gentu i predveden Carskom Generalissimu Schwarzenbergu.

## Život u Beču i smrt
Carskim nalogom upućen u Beč, dobiva čin generalmajora austrijske vojske. U Beču živi do 1841. kad se vraća u Dalmaciju. 
Tjekom života napisao je više knjiga, ostavio je u rukopisu rad o Jonskim otocima, organizaciji malih ratnih brodova na Jadranu, financiranju mletačkih pokrajina, o Dalmaciji, Boki i Crnoj Gori, te o pomorskoj trgovini Mletačke Republike. Kao časnik francuske vojske, sastavio je analitičko djelo o zemljopisu, povijesti te konačno vojsci Dalmacije i Ilirskih pokrajina.
Napisane knjige;
- Mémoires Historiques Politiques et Militaires sur la Dalmatie, Vlstrie & l'Albanie, en égard aux Possesseurs actuels
- Essai historique, géographique, politique, civil et militaire sur les Provinces Illyriennes et sur le Monténégro[5]

Ostatak života provodi u Splitu gdje i umire 1. kolovoza 1844., pokopan je uz visoke vojne počasti 